# Aspidolea chalumeaui
Aspidolea chalumeaui är en skalbaggsart som beskrevs av S. Endrödi 1977. Aspidolea chalumeaui ingår i släktet Aspidolea och familjen Dynastidae. Inga underarter finns listade.